# Vihti
Vihti este o comună din Finlanda.

## Personalități marcante
- Edvard Hjelt